# 元國梁
元国梁(1937年5月—)，河南汤阴人，毕业于建筑设计学院，中国美术家协会会员，笔名：秋人、秋耘，工作单位：国家水利部展览音像中心，擅长国画、水彩、油画、版画。 

## 生平
- 1969年在水电部展览音像中心历任美术设计师、总设计师、艺术总监和水利部文协美协副会长等职；
- 1984年开始创作藏书票；
- 1987年《三人藏书票选-杨可杨、陈雅丹、元国梁》专栏在《藏书票创作随想》发表（88年24期）；
- 1987年后因工作关系开始周游世界修习西方绘画；
- 1988年10月《藏书票六幅》被美茵茨古腾堡博物馆收藏；
- 1992年应国际奥委会主席萨马兰奇特邀参加了为奥委会总部藏书设计书票活动，并被收藏，后获奥委会颁发萨马兰奇主席签名证书；
- 2004年“中国藏书票”两岸三地大展获铜奖；
- 2005年获得第五届北京旅游商品设计大赛优秀奖，获奖作品《古都版画》纸盒装；
- 2008年6月24日，第六届北京2008奥林匹克文化节组委会，在北京鲁迅博物馆举办了个人展览，《古都版画》被鲁迅博物馆收藏；

## 绘画风格
在油画中吸收国画景物表现手法，水彩画色彩变化与透明感，版画的装饰与简约手法，个人艺术实践中始终追求大众喜欢的，具有中国民族特色的写实风景画风。

## 代表性作品
《秋牧》、《彩霞》、《震撼山谷》、《高峡出平湖》、《西递秋雨》、《古都版画》、《雨花阁 （页面存档备份，存于）》